# 沃洛德米里夫卡 (沃爾諾瓦哈區)
沃洛德米里夫卡（羅馬化：Volodymyrivka），或译弗拉基米罗夫卡，是乌克兰顿涅茨克州沃爾諾瓦哈區奧利亨卡市鎮内的鎮。2022年人口估计为6,047。2022年3月被俄羅斯占領。